# Embrace the Storm
Albums de Stream of Passion
The Flame Within
(2009)
Embrace the Storm est le premier album du groupe de metal gothique mexicano-hollandais Stream of Passion, il sortit le 24 octobre 2005.
Cet album a la particularité d'avoir été enregistré entièrement par Internet car les membres du groupe communiquait à distance pour l'enregistrement, la chanteuse du groupe Marcela Bovio résidant encore au Mexique à la date de sortie de l'album.

## Liste des Morceaux
1. Spellbound - 03:34
2. Passion - 05:20
3. Deceiver - 05:09
4. I'll Keep on Dreaming - 03:45
5. Haunted - 04:31
6. Wherever You Are - 05:08
7. Open Your Eyes - 05:14
8. Embrace the Storm - 04:12
9. Breathing Again - 03:38
10. Out in the Real World - 04:32
11. Nostalgia - 03:08
12. Calliopeia - 05:39